# Roler Ferrufino
Roler Ferrufino Araúz (La Paz, 10 de octubre de 2000) es un futbolista boliviano. Juega como delantero en Always Ready  de la Primera División de Bolivia.

## Trayectoria

### Inicios
Ferrufino se formó en CD Serranos en la ciudad de Valencia, España hasta sus 14 años y terminó su formación en el 2018 en la Academia Tahuichi Aguilera.
En 2019 fue fichado por The Strongest, pero no tuvo la oportunidad de debutar en el primer plantel.
En 2020 el Club Blooming anunció su incorporación, nuevamente no pudo sumar minutos.
En 2022 finalmente Always Ready consigue hacerse con su fichaje. El 15 de agosto de 2022 debutó profesionalmente, apareciendo desde el banquillo en la segunda mitad, en reemplazo de su compañero Edarlyn Reyes, en la victoria 5-0 frente a Blooming.
En 2023 sería cedido a Gualberto Villarroel, para terminar ese año como el goleador de la Copa Simón Bolívar 2023 anotando 19 goles y siendo una de las figuras del ascenso de su equipo a la Primera División.
La siguiente temporada vuelve a Always Ready tras sus buenas actuaciones en la Copa Simón Bolívar, pero una lesión lo dejaría fuera del torneo apertura. Después de no sumar minutos, el 30 de julio regresó a Gualberto Villarroel SJ jugando desde el 20 de septiembre y anotando once goles en quince partidos hasta el final del torneo clausura.

## Selección nacional

### Categorías inferiores
Disputó el Sudamericano Sub-17 de 2017 y el Sudamericano Sub-20 de 2019.
| Torneo                      | Sede  | Resultado    |
| --------------------------- | ----- | ------------ |
| Sudamericano Sub-17 de 2017 | Chile | Primera fase |
| Sudamericano Sub-20 de 2019 | Chile | Primera fase |

## Clubes
| Club                          | País    | Año           |
| ----------------------------- | ------- | ------------- |
| The Strongest                 | Bolivia | 2019          |
| Blooming                      | Bolivia | 2021          |
| Always Ready                  | Bolivia | 2022-presente |
| Gualberto Villarroel (cedido) | Bolivia | 2023 - 2024   |

## Palmarés

### Títulos nacionales
| Título             | Club                 | Año  |
| ------------------ | -------------------- | ---- |
| Copa Simón Bolívar | Gualberto Villarroel | 2023 |